# Sergey Andreyev
Sergey Vasilyevich Andreyev (em russo, Сергей Васильевич Андреев: (Lugansk, 16 de maio de 1956) é um ex-futebolista profissional russo que atuava como atacante, medalhista olímpico em Moscou 1980.

## Carreira
Sergey Andreyev foi medalhistas olímpico com a União Soviética, nos jogos de Moscou 1980.